# Per Klepps
Per Klepps, död 1697, var tillsammans med en annan man, Jon i Vartofta, bland de sista som avrättades för trolldom i Sverige.
De dömdes som trollkarlar för att de ingått förbund med djävulen. Bland bevisen fanns ett ärr på Jons tumme som ansågs vara ett minne från då han blev inskriven i Satans register med sitt eget blod. Jon uppgav också att ett mjölnarpar som blivit uppsagda från sin kvarn av sin ägare anlitat hans tjänster för att bli kvar. Eftersom kvarnens ägare visade sig vara hovrättsassessor i Örnevinge blev domen enahanda. 
Jon dömdes efter Hovrättens enande till att halshuggas, parteras och steglas till "skälig skräck och varnagel". Per Klepps, som varken hade erkänt djävulsförbund eller maleficium avrättades också, trots oenighet bland rättens ledamöter.